# 角川oneテーマ21
角川oneテーマ21（かどかわワンテーマにじゅういち）は、KADOKAWA内の角川書店ブランドカンパニーが編集・運営していた新書シリーズ。サブレーベルとして、角川oneテーマ21 マエストロがあった。

## 概要
1999年11月に創刊。装丁は緒方修一による。「ビジネス、政治・経済、教養、スポーツなど幅広い分野の、いま一番輝いているトップランナーたちによる『英知』をオンタイムにお届けしています。現代人にとって役に立つテーマを、わかりやすくお伝えいたします。」として毎月10日頃の発売であった。3～5点／月の刊行。
中央公論新社が主催する新書大賞においては、2010年に『差別と日本人』（野中広務／辛淑玉）、2011年に『デフレの正体―経済は人口の波で動く』（藻谷浩介）が、それぞれ第2位にランクイン。2014年2月10日に「中央公論」誌上にて発表された新書大賞2014にて『里山資本主義―日本経済は「安心の原理」で動く』（藻谷浩介／NHK広島取材班）が大賞に選ばれた。
WEBメディアであるcakesと提携して書籍のプロモーションとなるようなコンテンツを同サイトに提供しているほか、他レーベルに比べて公式サイトに著者の動画メッセージを掲載することが多いのが営業面での特徴だった。また毎月、朝日新聞にて告知宣伝をおこなっていた。
電子書籍化も積極的に進めており、新刊に関してはほぼすべてが発売日と同日に配信されていた。
2015年2月新刊より、KADOKAWAの他の新書レーベルだった、角川SSC新書（角川マガジンズ ブランドカンパニー）、メディアファクトリー新書（メディアファクトリー ブランドカンパニー）、アスキー新書（アスキー・メディアワークス ブランドカンパニー）と合わせ、レーベル名を角川新書に統一した。

## 主なベストセラー作品
- 決断力（羽生善治）
- デフレの正体―経済は人口の波で動く（藻谷浩介）
- 差別と日本人（野中広務／辛淑玉）
- 日本はなぜ敗れるのか―敗因21カ条（山本七平）
- 養生の実技―つよいカラダでなく（五木寛之）
- 高血圧は薬で下げるな！（浜六郎）
- 巨人軍論―組織とは、人間とは、伝統とは（野村克也）
- リクルートのDNA―起業家精神とは何か（江副浩正）
- 覚悟のすすめ（金本知憲）
- 〈旭山動物園〉革命―夢を実現した復活プロジェクト（小菅正夫）
  - 映画『旭山動物園物語 ペンギンが空をとぶ』原作
- なぜ日本人は落合博満が嫌いか?（テリー伊藤）
- 信頼する力―ジャパン躍進の真実（遠藤保仁）
- 考えよ!―なぜ日本人はリスクを冒さないのか?（イビチャ・オシム）
- 先送りできない日本―“第二の焼け跡”からの再出発（池上彰）
- 創造力なき日本―アートの現場で蘇る「覚悟」と「継続」（村上隆）
- 日本の領土問題―北方四島、竹島、尖閣諸島（保阪正康／東郷和彦）
- 羽生善治論―「天才」とは何か（加藤一二三）
- 未来への責任（細野豪志）
- 韓国 反日感情の正体（黒田勝弘）
- 里山資本主義―日本経済は「安心の原理」で動く（藻谷浩介／NHK広島取材班）
- 自律神経を整える「あきらめる」健康法（小林弘幸）